# Commodore PC
Commodore PC – seria klonów IBM PC opracowana w drugiej połowie lat 1980 i na początku lat 1990 przez firmę Commodore.
W skład jej wchodziły modele od PC-10 (odpowiednik IBM PC/XT powstały w roku 1985) do PC-60 (model z procesorem 386 25 MHz). Komputery te cechowały się wysoką ceną w stosunku do możliwości (niczym nie wyróżniających się w stosunku do innych komputerów z tymi samymi procesorami) – wynikało to z tego, że powodem ich opracowania była bowiem w największym stopniu chęć pokazania możliwości technologicznych firmy Commodore, a nie walka o miejsce na rynku. Dlatego też modele te nie zdobyły istotnego miejsca na rynku.